# Werner Peiner
Werner Peiner (Düsseldorf, 20 luglio 1897 – Leichlingen, 19 agosto 1984) è stato un pittore tedesco.
Fu prima influenzato dall'espressionismo, ma divenne uno dei più noti e talentuosi pittori ufficiali del Terzo Reich.
Peiner è nato a Düsseldorf. Le sue principali influenze provenivano dai pittori tedeschi romantici e realistici. In alcune delle sue opere migliori si notano anche influenze espressioniste, come negli arazzi di The Four Hoursemen of the Apocalypse, eseguite nel 1937.
Come altri pittori tedeschi favoriti durante il Terzo Reich, come Conrad Hommel e Adolf Wissel, la sua reputazione nel mondo occidentale fu contaminata dopo la seconda guerra mondiale - poi lavorò ad esempio per l'imperatore etiope Haile Selassie.
Nei suoi ultimi decenni, era principalmente un pittore di paesaggi. Morì a Leichlingen nel 1984.